# Димитрије Младеновић
Димитрије Младеновић (Пројевце, 1794-1880) познат као стари прота Димитрије био је православни прота у Кумановској кази османског царства. Био је веома утицајан и тај утицај је користио да заштити Србе у тим крајевима од зулума.

## Живот
Родио се у селу Пројевце. Рукоположен је био за свештеника 1818. године, у чин протојереја произведен је 1830. године и у чин иконома Скопљанске Митрополије 1833. године.
Својим пријатељима је причао и преносио казивање својих старих предака, да су се били доселили током прве половине 18. века из села Осларе , које се тада налазило у Прешевској Кази, у село Пројевце код Куманова.
Против Димитрија је 1855. године постојало извесно негодовање међу грађанством, услед чега је он смењен са функције митрополитског епитропа. Међутим, након непуне године, поново је био враћен на ту позицију.
Димитрије и Денко Крстић су у Куманову имали личне несугласице са неколико угледних породица, попут Караманове, Борозанове, поп-Нешине, које су касније биле противници Димитрија и Денка. Током 1872. године Ђоро Јовановић-Борозан био је истакнутији противник Димитрија. У тим личним несугласицама, мржњи и противљењу лежи клица потоње Бугарске егзархије која се створила у Куманову.
Денко Крстић и Димитрије Младеновић су 1860. године били позвани у Скопље на саслушање од стране Мехмед Емин паше Кибризли и требали су бити обешени, као стотине других првака хришћана.
Бугарска егзархија га је 1871. тужила валији у Призрену како он под оружјем долази у заседања судска, како буни народ и живи неморално. Димитрије Младеновић је био због тога позван у Призрен, ондашњи вилајетсеки центар и тамо интерниран. Тада су сви кумановски прваци, и из села, писали призренском валији молбу да га пусте и навели да је неосновано оптужен. Иконом Димитрије пуштен је у потпуну слободу и вратио се у Куманово.
После смрти Димитрија, Денко Крстић је наследио место иконома у Куманову. Његова кћерка Катарина удала се за Хаџи-Василија из Врања, из тог брака потекао је познати историичар и етнограф Јован Хаџи-Васиљевић.
Димитрије Младеновић сахрањен је иза олтара цркве Светог Николе у Куманову. Споменик и гроб су уништили припадници Бугарске егзархије.